# Сев
Сев — река в Курской и Брянской областях России. Ранее начиналась от слияния ручья Хатуша и ручья Романовский; ныне вытекает из образованного ими пруда. Притоки: Горькая Яблоня, Васько, Сосница, Стенега, Лемешовка, Уль, Тара. Впадает в реку Нерусса.
От названия реки происходит название города Севск.
В районе деревни Подгородняя Слободка в 1950-х — 1960-х годах работала ГЭС мощностью 200 кВт. После подведения централизованного электроснабжения надобность в ГЭС отпала. В настоящее время от электростанции остались только некоторые земляные сооружения. Также в 50х-60х годах работала Чемлыжская гидроэлектростанция, расположенная между селом Чемлыж и хутором Зеленин, её останки до сих пор сохранились.
На правом берегу реки Сев, в 6 км на северо-восток от посёлка Суземка, вблизи бывшей деревни Усух в 2010 году при проведении нелегальных раскопок был обнаружен клад восточноевропейских выемчатых эмалей, датируемый III веком нашей эры (киевская археологическая культура). Набор украшений пояса, оружия и конского снаряжения Севского клада, Битицкого городища, Ходосовки соответствует признакам салтовского горизонта II, но не включает более поздних элементов горизонтов III—V. Севский клад серебряных джучидских монет, найденный осенью 2008 года на левом берегу старицы реки Сев в окрестностях Севска, датируется второй половиной XIV века.

## Этимология
Название реки, вероятно, имеет иранское происхождение — ср. авест. syava- «чёрный», санскр. syava- «чёрно-бурый, гнедой, тёмный». Если так, то название Сев может переводиться как «тёмная, чёрная (река)». Название реки связано с названием восточнославянского племени северяне — либо лингвистически (однокоренные слова), либо исторически (северяне — «племя с реки Сев»). Ещё одна версия происхождения названия — от индоевропейского seu, «струиться».